# Żurawiniec (Grande-Pologne)
Pour les articles homonymes, voir Żurawiniec.
Żurawiniec est une localité polonaise de la gmina de Baranów, située dans le powiat de Kępno en voïvodie de Grande-Pologne.